# Montemor-o-Velho e Gatões
Montemor-o-Velho e Gatões (oficialmente: União das Freguesias de Montemor-o-Velho e Gatões) é uma freguesia portuguesa do município de Montemor-o-Velho, com 31,06 km² de área e 3501 habitantes (censo de 2021). A sua densidade populacional é 112,7 hab./km².

## História
Foi criada aquando da reorganização administrativa de 2013, resultando da agregação das antigas freguesias de  Montemor-o-Velho e Gatões.
Canonicamente, a "união de freguesias" abrange duas paróquias: Montemor-o-Velho, com invocação de Santa Maria de Alcáçova e São Martinho; e Gatões, com invocação de Nossa Senhora das Virtudes.

## Demografia
A população registada nos censos foi:
| Distribuição da População por Grupos Etários | Distribuição da População por Grupos Etários | Distribuição da População por Grupos Etários | Distribuição da População por Grupos Etários | Distribuição da População por Grupos Etários | Distribuição da População por Grupos Etários |
| -------------------------------------------- | -------------------------------------------- | -------------------------------------------- | -------------------------------------------- | -------------------------------------------- | -------------------------------------------- |
| Antes da agregação                           |                                              |                                              |                                              |                                              |                                              |
| Ano                                          | 0-14 anos                                    | 15-24 anos                                   | 25-64 anos                                   | >= 65 anos                                   | Total                                        |
| 2001                                         | 504                                          | 433                                          | 1754                                         | 703                                          | 3394                                         |
| 2011                                         | 494                                          | 451                                          | 1939                                         | 786                                          | 3670                                         |
| Após a agregação                             |                                              |                                              |                                              |                                              |                                              |
| Ano                                          | 0-14 anos                                    | 15-24 anos                                   | 25-64 anos                                   | >= 65 anos                                   | Total                                        |
| 2021                                         | 443                                          | 329                                          | 1886                                         | 843                                          | 3501                                         |